# Купцов Олексій Сергійович
Олексій Сергійович Купцов (нар. 2 вересня 1977, Кривий Ріг) — український футболіст, півзахисник. Бронзовий призер юнацького чемпіонату Європи 1994 року.

## Біографія
Олексій Купцов народився 2 вересня 1977 року в родині футболіста «Кривбаса» Сергія Купцова. Старший брат Олексія — Андрій, також став професійним футболістом.

## Клубна кар'єра
Виступав за дніпропетровський «Дніпро» та «Кривбас».
У 1996 році за рекомендацією Володимира Лютого перейшов в клуб другого дивізіону німецької Бундесліги «Меппен». У Німеччині провів один сезон, під час якого виходив на поле всього в трьох матчах і в цілому провів на полі 22 хвилини.
У 1999 році повернувся в «Кривбас», де відновлювався після травми у другій команді. У 26-річному віці завершив ігрову кар'єру, не зумівши повністю відновити свої ігрові кондиції після серйозної травми. Після футболу став займатися бізнесом.

## Міжнародна кар'єра
Виступав у юніорські та молодіжні збірні України.
У 1994 році у складі юнацької збірної України (до 16 років) ставав бронзовим призером чемпіонату Європи. У групі українці за різницею забитих та пропущених м'ячів поступилися майбутньому чемпіону турніру — турецькій збірній, але вийшли в плей-оф чемпіонату. В 1/4 фіналу по пенальті була обіграна збірна Англії — 7:6. У півфіналі також по пенальті поступилися данцям — 3:5. 8 травня 1994 в столиці Ірландії Дубліні, в матчі за третє місце Українські юніори зустрілися з ровесниками з Австрії і зуміли їх впевнено переграти — 2:0. На турнірі Купцов провів два матчі. У дебютному поєдинку проти Бельгії (2:1) вийшов на поле на 78 хвилині замість Дениса Колчина. У матчі за третє місце зіграв всі 90 хвилин.
26 травня 1998 року зіграв один матч у складі молодіжної збірної Віктора Колотова, складеної з хлопців 1977 року народження і молодше. У гостьовій грі проти ровесників з Угорщини Купцов вийшов на поле на 55 хвилині замість Сергія Даценка.

## Досягнення
Україна (до 16)
- Бронзовий призер чемпіонату Європи (1): 1994